# Keytesville
Keytesville è la città capoluogo della Contea di Chariton nel Missouri (Stati Uniti d'America).
La città deve il proprio nome al suo fondatore, il pastore metodista  James Keyte, che nel 1830 acquistò un ampio appezzamento di terra e, due anni dopo, ne donò 50 acri alla contea di Chariton affinché ne facesse una sede centralizzata per il governo della contea.

Benché piccola, la città ha un vivace centro di affari ed una Camera di commercio. A Keytesville si trova un grosso supermercato, uffici assicurativi, una banca, studi legali, un ristorante, un'officina meccanica, servizi per l'agricoltura e una clinica medica.
Keytesville annovera tre luoghi classificati come "storici" dal National Register of Historic Places: la chiesa presbiteriana, la residenza dello sceriffo con l'annessa prigione e la Redding-Hill House.